# Manuel Cafumana
Manuel Luís Da Silva Cafumana (ur. 6 marca 1999 w Luandzie) – angolski piłkarz występujący na pozycji pomocnika w amerykańskim klubie FC Dallas, do którego jest wypożyczony z izraelskiego Maccabi Hajfa oraz w reprezentacji Angoli. Wychowanek 1º de Agosto, w trakcie swojej kariery grał także w takich zespołach, jak Lille, Belenenses oraz Boavista.